# Contea di Custer (Colorado)
La contea di Custer (in inglese Custer County) è una contea dello Stato del Colorado, negli Stati Uniti. La popolazione al censimento del 2000 era di 3 503 abitanti. Il capoluogo di contea è Westcliffe.

## Geografia
La contea si trova nel centro-sud dello Stato. Si estende nella valle di Wet Mountain, tra la catena montuosa Sangre de Cristo a ovest e le Wet Mountains a est. Il territorio è prevalentemente montuoso.

### Contee confinanti
- Contea di Fremont - nord
- Contea di Pueblo - est
- Contea di Huerfano - sud
- Contea di Saguache - ovest

## Storia
L'area era abitata principalmente dai nativi Ute. La contea fu istituita nel 1877, dalla porzione meridionale della contea di Fremont, e fu chiamata così in onore del generale George Armstrong Custer, morto nella battaglia del Little Bighorn in Montana nel 1876.

## Towns
- Silver Cliff
- Westcliffe (capoluogo)